# Шишечники
Шишечники (лат. Monocentris) — род лучепёрых рыб из небольшого семейства Monocentridae отряда Trachichthyiformes. Название происходит от греческих слов monos — один и kentron — жало. Водятся в тропических и субтропических водах Индийского и Тихого океанов. Популярны у аквариумистов, но считаются дорогими и сложными в уходе.

## Внешний вид
Короткое, толстое тело, покрытое крупными и жёсткими чешуйками.
Обычная окраска — от жёлтого до оранжевого. Обладают биолюминесцентными органами — фотофорами.
Длина тела от 9,9 до 17 см.

## Классификация
Род включает 3 вида:
- Monocentris japonica (Houttuyn, 1782) — Японский шишечник
- Monocentris neozelanicus (Powell, 1938) — Новозеландский шишечник
- Monocentris reedi Schultz, 1956 — Чилийский шишечник